# Dmytro Kosyakov
Dmytro Kosyakov est un coureur cycliste professionnel russe, né le 28 février 1986 à Voronej.

## Palmarès
- 2008
  - 1re étape du Tour de l'Avenir
  - 2e du championnat de Russie sur route espoirs
- 2009
  - 2e étape du Circuit des Ardennes
  - Tour du Loir-et-Cher :
    - Classement général
    - 2e étape
- 2010
  - 1re étape du Friendship People North-Caucasus Stage Race
  - 2e du Friendship People North-Caucasus Stage Race
- 2011
  - Mémorial Oleg Dyachenko
  - 2e étape du GP Sotchi
  - 4e étape du Tour de Bulgarie
  - 2e de la Mayor Cup
  - 3e du Grand Prix de Donetsk
- 2012
  - 2e du Grand Prix de Sotchi
  - 3e du Grand Prix de Donetsk

## Classements mondiaux
| Année           | 2007 | 2008 | 2009 | 2010 | 2011 | 2012 | 2013 | 2014 |
| --------------- | ---- | ---- | ---- | ---- | ---- | ---- | ---- | ---- |
| UCI Europe Tour | 619e | 383e | 239e | 572e | 89e  | 286e |      | 703e |